# Марк Лурий
Марк Лу́рий (возможно, носил когномен Агриппа, лат. Marcus Lurius (Agrippa); умер после 31 года до н. э.) — римский флотоводец, участник морской битвы при Акции.

## Биография
Около 42 года до н. э. Марк Лурий был наместником Сардинии с полномочиями пропретора и служил Октавиану. В этом году Секст Помпей Магн (сын Помпея Великого), который захватил Сицилию, послал своего военачальника Менодора покорить эту провинцию и вытеснить оттуда Лурия.
Марк Лурий командовал правым крылом флота Октавиана в битве при Акции 2 сентября 31 года до н. э. Марк с Октавианом победил и захватил Гая Сосия, командующего крылом флота Марка Антония (причём пленённый Сосий получил жизнь и свободу только благодаря заступничеству Луция Аррунция).
Известно, что около 7 года до н. э. членом монетного двора при Августе был некто Публий Лурий Агриппа, который теоретически мог приходиться Марку сыном.